# Descalsia cruciata
Descalsia cruciata är en svampart som beskrevs av A. Roldán & Honrubia 1989. Descalsia cruciata ingår i släktet Descalsia, divisionen sporsäcksvampar och riket svampar.   Inga underarter finns listade i Catalogue of Life.